# Алехнович, Евгений Антонович
Евге́ний Анто́нович Алехно́вич (бел. Яўген Антонавіч Аляхновіч; 1920—1945) — Гвардии старший лейтенант Красной Армии, командир штурмовой авиационной эскадрильи в годы Великой Отечественной войны, Герой Советского Союза (27 июня 1945 года; «за образцовое выполнение боевых заданий командования на фронте борьбы с немецко-фашистскими захватчиками и проявленные при этом мужество и героизм»).

## Биография
Родился 20 мая 1920 года в селе Троицко-Харцызск, ныне пгт. Троицко-Харцызск Харцызского района Донецкой области Украины, в семье рабочего. Белорус.
Образование среднее.
В Красной Армии с 1940 года. В 1943 году окончил Ворошиловградскую военно-авиационную школу. Член ВКП(б) с 1943 года.
Участник Великой Отечественной войны с июля 1943 года. Сражался на Степном и 1-м Украинском фронтах, участвовал в Курской битве.
Командир эскадрильи 142-го гвардейского штурмового авиационного полка (8-я гвардейская штурмовая авиационная Полтавская дивизия, 1-й гвардейский штурмовой авиационный корпус, 2-я воздушная армия, 1-й Украинский фронт) гвардии старший лейтенант Евгений Алехнович совершил 165 боевых вылетов на разведку и бомбово-штурмовые удары по живой силе и технике противника. Сбил 4 вражеских самолёта.
13 января 1945 года в боях за освобождение Польши в районе села Умяновице был подбит и направил свой горящий самолёт на зенитную батарею врага.

## Награды
- Указом Президиума Верховного Совета СССР от 27 июня 1945 года за образцовое выполнение боевых заданий командования на фронте борьбы с немецко-фашистскими захватчиками и проявленные при этом мужество и героизм, гвардии старшему лейтенанту Евгению Антоновичу Алехновичу посмертно присвоено звание Героя Советского Союза.
- Награждён орденом Ленина, двумя орденами Красного Знамени, орденом Отечественной войны 1-й степени, орденом Красной Звезды, медалями.

## Память
- Памятник в городе Зугрэс Харцызского горсовета Донецкой области, Украина (установлен в 1967 году).
- Улицы Алехновича в городах Харцызск и Зугрэс.
- Школа им. Алехновича в городе Зугрэс.